# Monumentul lui Alexandru al II-lea de la Kremlin
Monumentul împăratului Alexandru al II-lea a fost o construcție memorială din Moscova, realizată în stil rusesc, conform proiectului arhitectului Nikolai Sultanov, pictorului Pavel Jukovski și sculptorului Alexandr Opekushin. Monumentul a fost inaugurat în anul 1898, la Micul Palat Nikolaevsky, situat pe versantul dealului Borovitsky, cu o frumoasă priveliște asupra râului Moscova. Acesta a fost construit în memoria împăratului Alexandru al II-lea, care a fost asasinat în anul 1881.
Cu toate acestea, monumentul a fost demontat de autoritățile bolșevice între anii 1918 și 1928, în urma Revoluției din Octombrie, care a dus la schimbări majore în istoria Rusiei. Demontarea acestuia a fost parte a campaniei de înlăturare a simbolurilor imperiale și a promovării ideologiei comuniste, iar materialele de construcție ale monumentului au fost ulterior refolosite în alte lucrări de construcție.

## Istoric

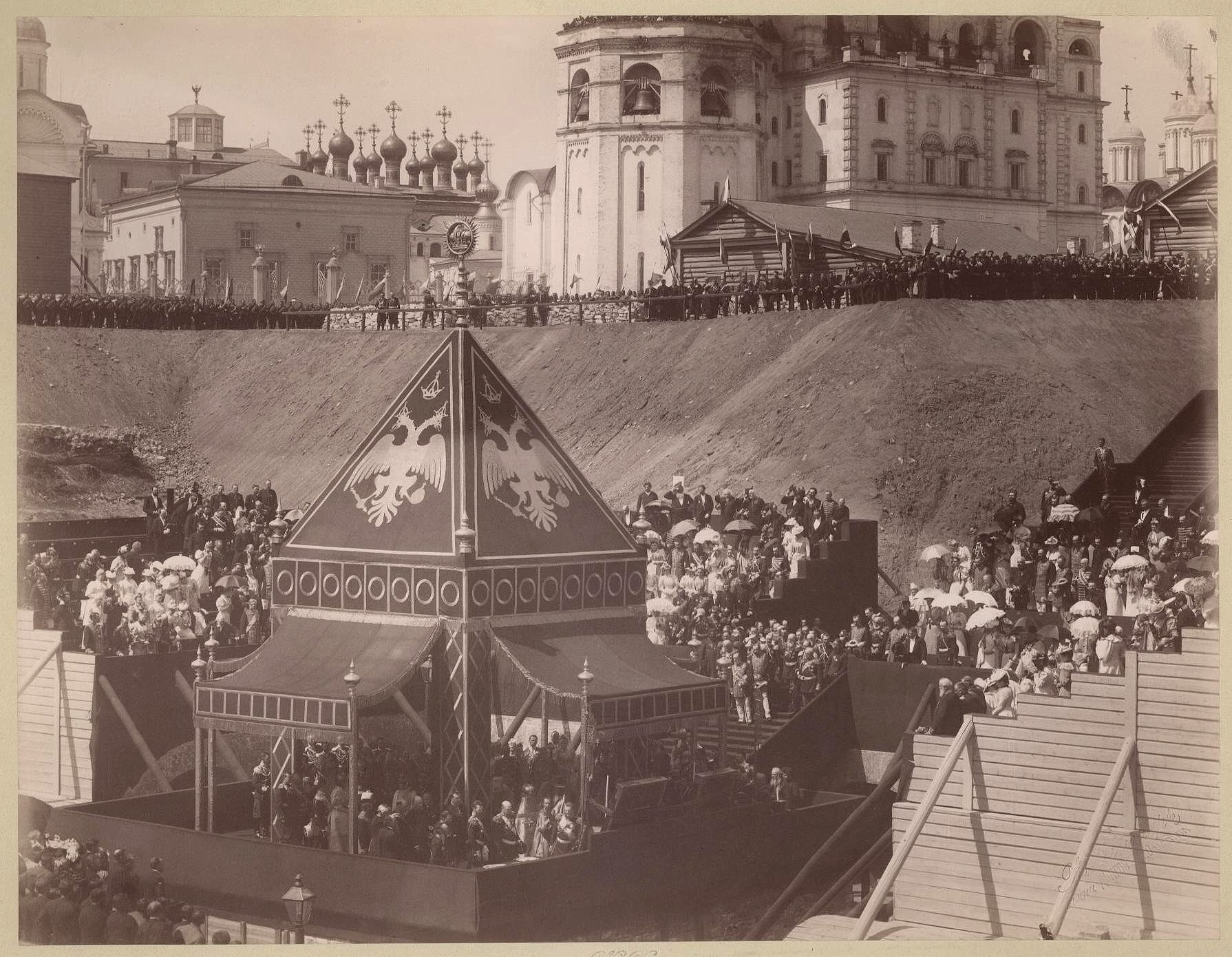
Kremlinul. Punerea pietrei de temelie a Monumentului lui Alexandru al II-lea. Mai 1893.

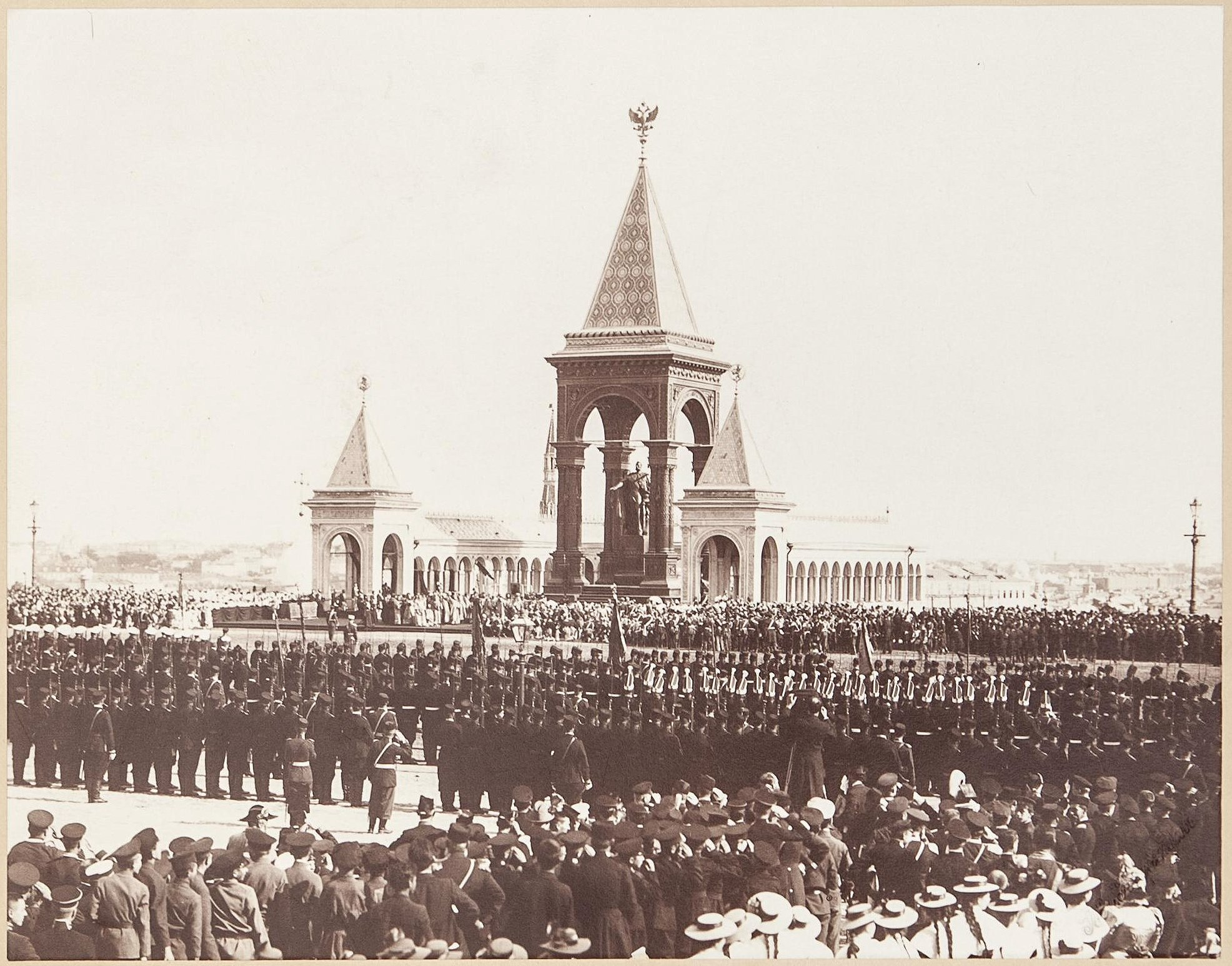
Ceremonia de inaugurare a Monumentului în august 1898.

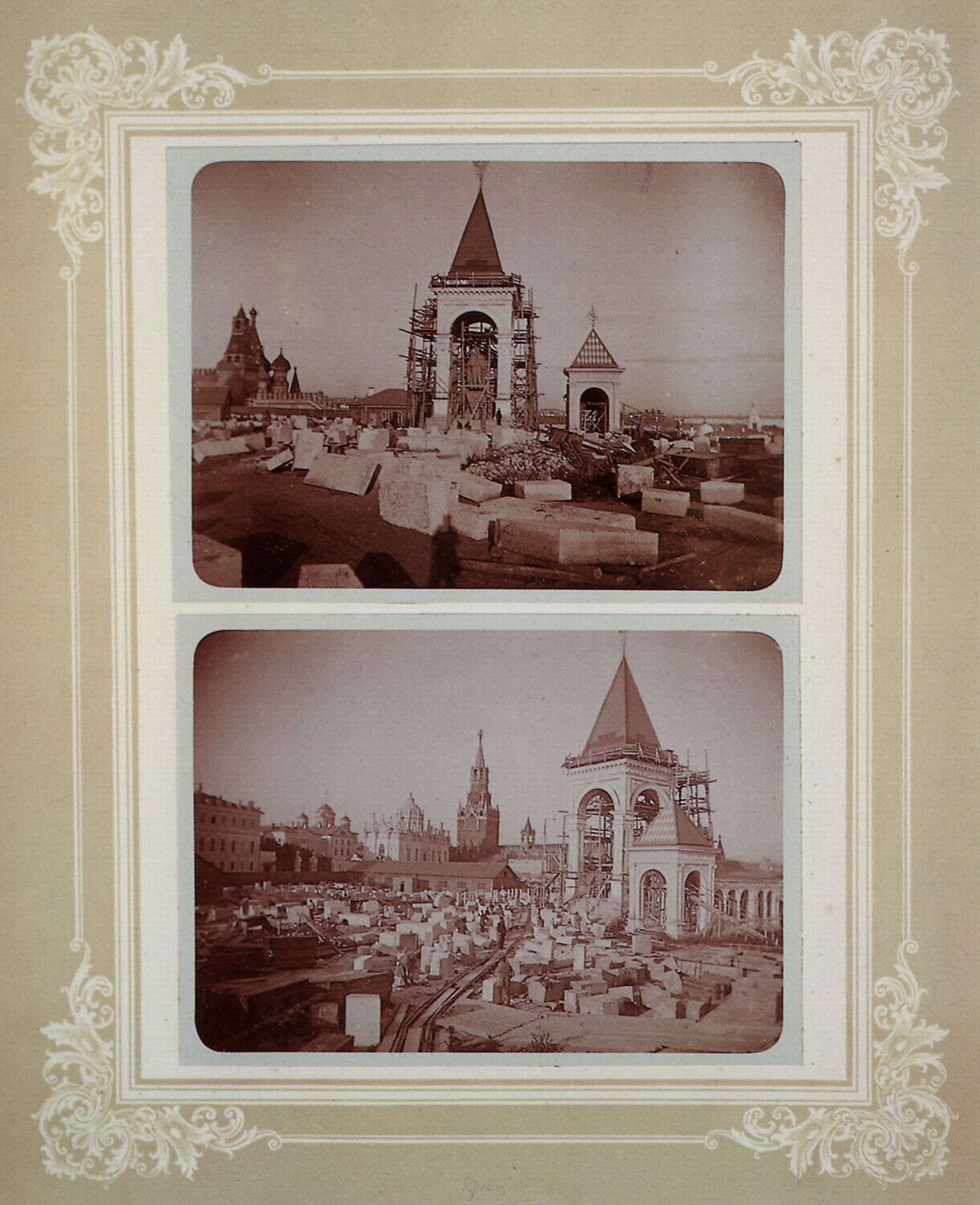
Construcția monumentului, 1895

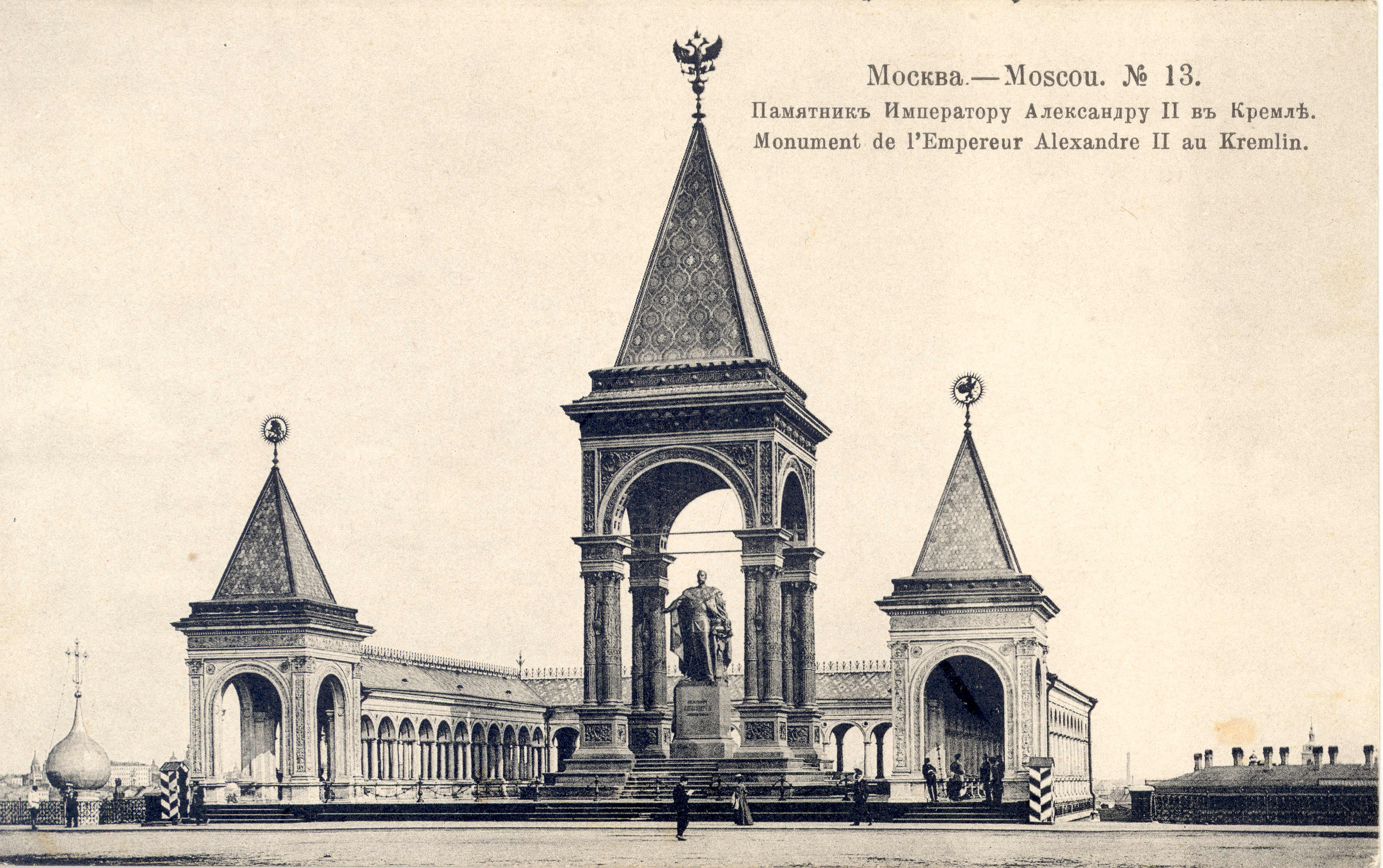
Imaginea fațadei Monumentului. O carte poștală de la începutul secolului XX.

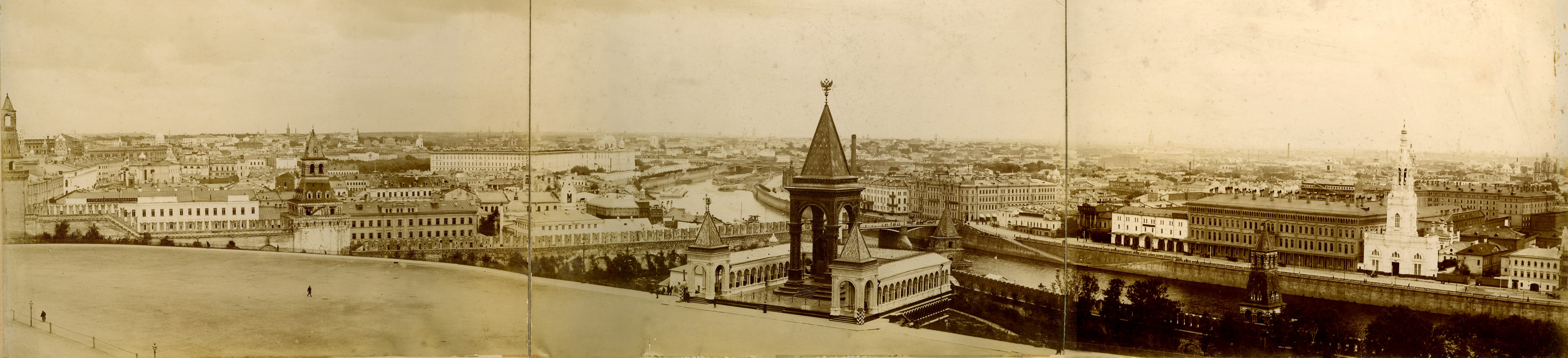
Monument pe panorama Kremlinului, 1900-1901 годы

### Crearea
La 8 martie 1881, o săptămână după asasinarea lui Alexandru al II-lea, Serghei Tretiakov, primarul Moscovei, a propus amplasarea unui monument în amintirea țarului decedat în Kremlin. Inițiativa sa a fost susținută de membrii vocali ai Dumei orașului și de împăratul de atunci, Alexandru al III-lea. S-a lansat o subscripție publică pentru strângerea de fonduri pentru construirea monumentului, prin care s-au obținut 1 milion 762 mii de ruble  .
După trei concursuri pentru cel mai bun proiect al monumentului, artistul Pavel Jukovski a primit comanda, dar la ordinul lui Alexandru al III-lea, s-a hotărât ca monumentul să fie realizat în "stil rusesc" și s-a invitat și arhitectul Nikolai Sultanov pentru acest lucru.  Proiectul comun al lui Sultanov și Jukovski, completat de sculptura lui Opekushin, a primit aprobarea împăratului în 1890. În vara aceluiași an au început lucrările pregătitoare, care au durat până în 1893. Pentru a asigura stabilitatea monumentului, fundația sa a fost construită pe stâncă solidă.
La data de 14 mai 1893, memorialul a fost pus în temelie în prezența împăratului și a membrilor familiei imperiale. Fundația monumentului a fost construită în mijlocul căreia a fost ridicat un cort imperial temporar din material roșu. Pe laturile sale erau reprezentate vulturi de aur în stilul secolului al XVII-lea, iar pe vârful acestuia a fost sculptată o coroană imperială cu un vultur. Pe platformă au fost amplasate două fotolii pentru Majestățile Lor Imperiale. În jurul zonei, pe panta, au fost amenajate aproximativ 540 de locuri pentru invitați, ale căror bilete au fost eliberate numai pe nume. De asemenea, au fost invitați studenții din Moscova. Într-un loc pregătit pe o masă de granit, a fost făcută o adâncitură pentru o placă memorială, precum și pentru monede. De asemenea, au fost pregătite câteva pietre de temelie nominale mici (pentru membrii familiei imperiale și pentru membrii Comitetului pentru construirea monumentului). Placa memorială placată cu aur avea dimensiunile de 10 pe 8 verști. Pe fața sa a fost gravat o cruce cu opt brațe, iar sub aceasta a fost făcută o inscripție:
```
„În vara anului 1893, în ziua de 14 mai, în timpul domniei Împăratului nostru Alexandru Alexandrovici, cel mai pios și autocrat al Rusiei, și a soției sale, Împărăteasa Maria Feodorovna, precum și a moștenitorului său, Gratiei Sale Marele Duce Nicolae Alexandrovici, și a credinciosului nostru guvernator general al Moscovei, Marele Duce Serghei Alexandrovici, a fost pusă piatra de temelie a acestui monument dedicat celui adormit în Domnul, care a plecat în vara anului 1881, în ziua de 1 martie, Împăratului nostru Alexandru Nicolaevici al Rusiei, construit prin eforturile binevoitoare ale poporului rus, în Kremlinul din Moscova, după planurile și sub supravegherea pictorului Pavel Jukovski și arhitectului Nicolai Sultanov. 
[
3
]
 ( 
adaptat la alfabetul modern
 )
```

La ora 11 dimineața, imperatorul Alexandru al III-lea a sosit la locul fundației împreună cu soția sa și cu țareviciul Nicolae. După slujba de rugăciune la Mântuitorul și Maica Domnului, împăratul, împreună cu soția și membrii familiei, s-au apropiat de piatra de fundație și au pus câteva monede pe baza de piatră a monumentului, de pe o tavă. Apoi preotul a citit cu voce tare textul de pe tabla ipotecară  și i-a prezentat-o  împăratului. Împăratul a pus-o în fundul adânciturii din piatra de temelie. Apoi, luând un ciocan de argint și o spatulă, împăratul a pus mojarul pregătit și a pus prima piatră de temelie, lovind-o cu ciocanul în formă de cruce. În același moment, clopotul de pe turnul clopotniței lui Ivan cel Mare a sunat, iar apoi au sunat clopotele celorlalte biserici din Moscova. A urmat o salutare de artilerie. În același timp, ceilalți participanți la ceremonie și-au instalat pietrele lor de fundație personalizate. După finalizarea ceremoniei de fundație, familia imperială s-a urcat pe Piața Țarului și a inspectat macheta de ipsos a monumentului (cu o înălțime de 8 arșiți), desenele și descoperirile arheologice la locul săpăturilor. După aceea, a avut loc o paradă militară pe piață. După plecarea împăratului de la locul fundației, a fost instalat un gardian de la rota grenadierilor palatului.
Supravegherea construcției monumentului a fost realizată de arhitectul Vasily Zagorsky. În august 1898, lucrările de ridicare a statuii au fost finalizate, clădirile temporare au fost demolate, iar în fața monumentului a fost instalat un podium decorat cu flori. Inaugurarea solemnă a monumentului în prezența reprezentanților tuturor claselor sociale a avut loc pe 16 august 1898. La ora 8 dimineața, cinci lovituri de tun s-au auzit de pe turnul Taynitskaya. Ceremonia de deschidere a început la ora 2 după-amiaza cu o procesiune religioasă din Mănăstirea Chudov. După ce Mitropolitul Moscovei Vladimir a ținut slujba, a fost cântat „Marsul Preobrajeniei” și s-au tras 360 de lovituri de tun. Ceremonia s-a încheiat cu o paradă militară comandată de împăratul Nicolae al II-lea.

Jurnalul "Moskovskiye Vedomosti" a relatat că statuia a fost întâmpinată cu plăcere de către locuitorii capitalei ruse.
| “ | A trecut deja mai mult de o lună de la inaugurarea monumentului Împăratului Alexandru al II-lea, dar în fiecare zi se pot vedea aceleași șiruri de oameni în jurul său, aproape mulțimi de oameni. Este edificator să observi starea de spirit a mulțimii. Acesta nu este doar un simplu tur, publicul se plimbă în tăcere, cu o anumită venerație, conversațiile având loc aproape în șoaptă. | ” |

### Demolarea
Planul leninist de propagandă monumentală adoptat după Revoluția din Octombrie prevedea demolarea monumentelor regimului țarist. Decretul SNK RSFSR "Cu privire la monumentele Republicii" din 12 aprilie 1918 a decis înlocuirea acestora cu monumente în cinstea unor personalități ale revoluției. Sculptura lui Alexandru al II-lea este considerată unul dintre primele monumente distruse în această campanie. Potrivit lui Vladimir Bonch-Bruevici, administratorul Consiliului Comisarilor Poporului, primul președinte al SNK din RSFSR, Vladimir Lenin, plănuia să ridice un monument în cinstea scriitorului Lev Tolstoi pe locul memorialului:
| “ | — Unde a fost excomunicat Tolstoi din Biserică? - m-a întrebat el [Lenin]. | ” |

În iunie 1918, a început demontarea statuii de bronz a împăratului Alexandru al II-lea. În jurnalul său, istoricul de artă Nikolai Okunev a descris acest eveniment și impactul său asupra orașului Moscova. Potrivit relatării sale, demontarea a fost efectuată cu brutalitate și fără niciun fel de respect pentru arta și istoria monumentului.
Okunev a scris că lucrătorii care au demontat statuia erau "brutali și incapabili să înțeleagă frumusețea și valoarea" acesteia, iar procesul de demolare a fost unul "dureros și trist". În plus, el a subliniat faptul că demontarea statuii a avut un impact negativ asupra orașului Moscova, deoarece monumentul era una dintre cele mai importante atracții turistice și culturale ale orașului.

Cu toate acestea, demontarea statuii a fost un simbol al schimbărilor majore care au avut loc în Rusia după Revoluția din Octombrie, marcând începutul unei noi ere în istoria țării.
| “ | Am văzut filmul "Demontarea statuii lui Alexandru al II-lea" în cinematograf. A fost o priveliște grea! A fost ca și cum ar fi tăiat în bucăți un om viu și ar spune: "Uită-te cum se face asta și învață". Încă mai lipsește afișarea execuțiilor pe ecran. Trebuie să remarcăm că acest film face parte din seria de filme ale instituției guvernamentale de cultură și iluminare. | ” |

Demolarea definitivă a memorialului s-a încheiat în anul 1928. În 1967, în locul monumentului distrus, a fost amplasată o statuie a lui Lenin, care după prăbușirea Uniunii Sovietice a fost mutată la Muzeul Memorial "Gorki Leninskiye".

## Caracteristici artistice

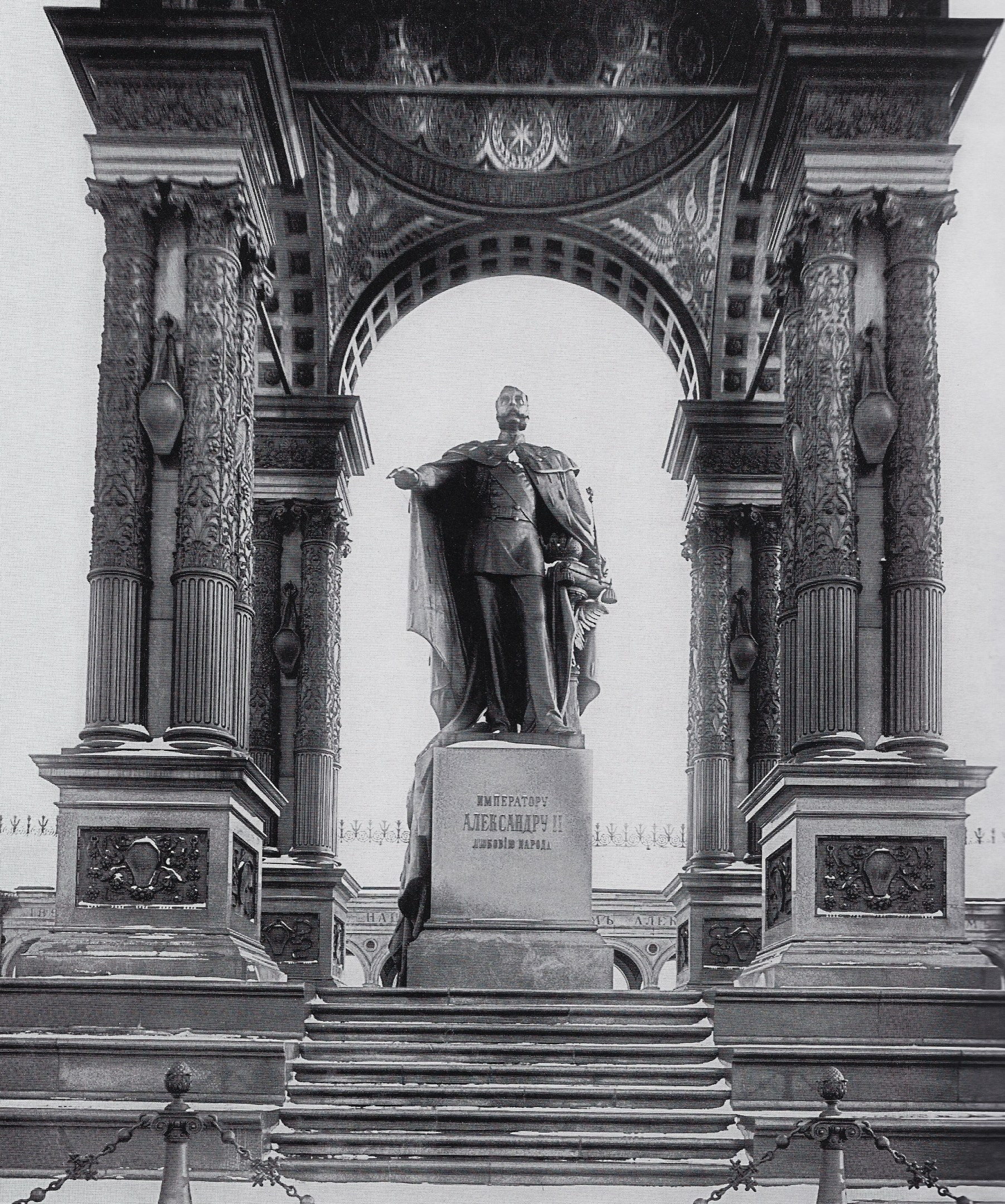
Monumentul lui Alexandru al II-lea. anii 1900

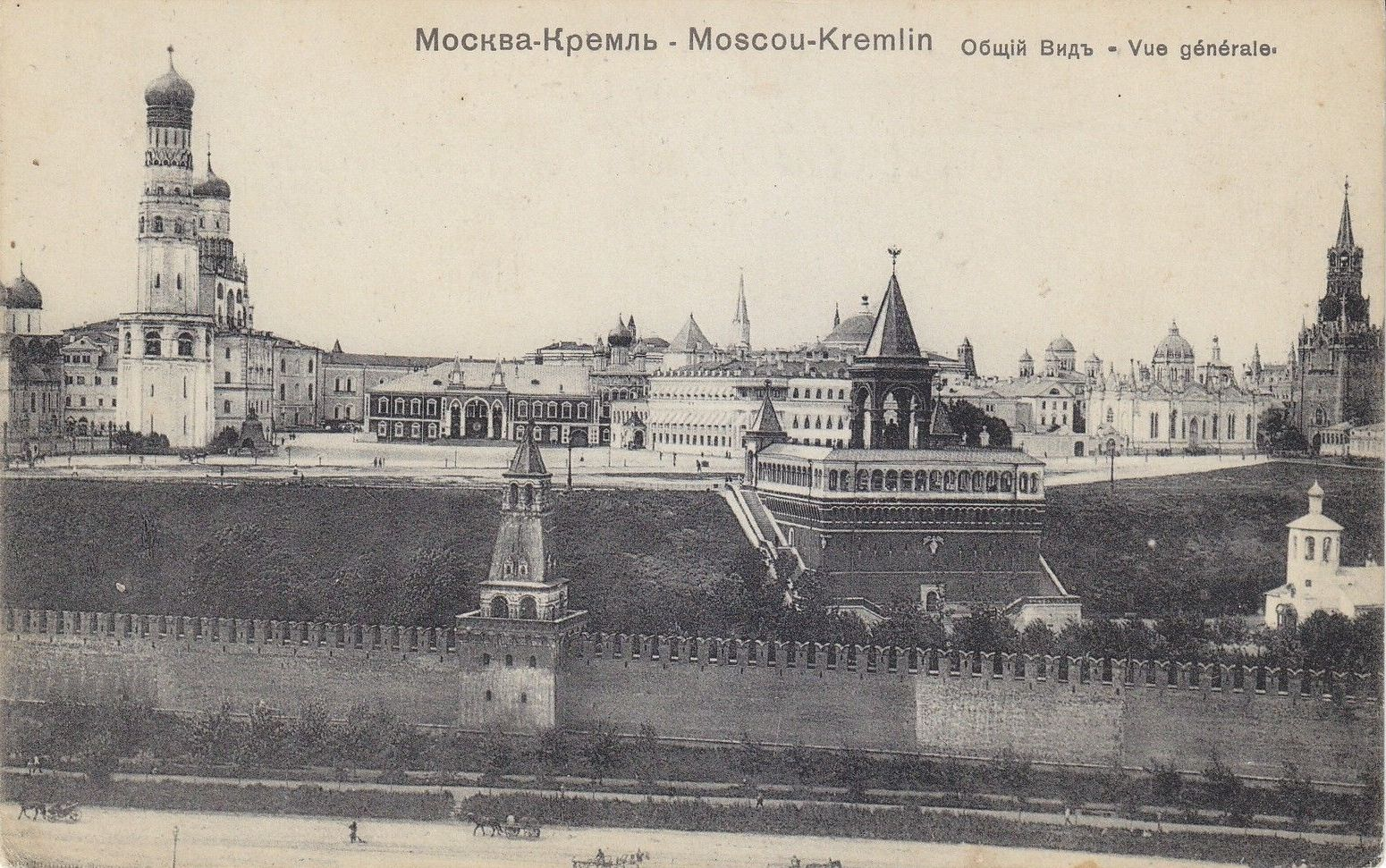
Vedere a monumentului dinspre râu. anii 1900

Monumentul împăratului Alexandru al II-lea a fost un complex memorial impresionant, realizat în stil rusesc. Acesta a constat dintr-o statuie de bronz de șase metri a împăratului, amplasată pe un piedestal dreptunghiular, un baldachin de cort deasupra statuii și o clădire cu trei etaje cu o galerie care înconjura statuia.
Statuia îl înfățișa pe Alexandru al II-lea, îmbrăcat în uniforma de general, purtând o tunsoare scurtă și ținând un sceptru. Pe soclu se aflau inscripții cu numele lui Nicolae al II-lea, marele duce Serghei Alexandrovici, soția lui Elizabeta Feodorovna și inscripția "Imperatorului Alexandru al II-lea cu dragoste de popor".
Baldachinul cortului era susținut de patru stâlpi și era căptușit cu granit finlandez roz închis, iar acoperișul său era decorat cu foi de bronz aurit umplute cu email verde închis și un vultur cu două capete. În cupola baldachinului era amplasată o cronică a vieții împăratului.
Statuia era înconjurată de o galerie arcuită cu 152 de coloane, ale cărei bolți erau decorate cu 33 de portrete mozaicate ale conducătorilor ruși, de la Vladimir până la Nicolae I. Mozaicurile au fost realizate la Veneția, după schițele pictorului Pavel Jukovski. Pe bolți se afla inscripția "Construit prin bunăvoința poporului rus". Pe pereții galeriei erau atârnate stemele tuturor principatelor și teritoriilor feudale pe care Rusia le-a deținut vreodată.
În ansamblu, monumentul împăratului Alexandru al II-lea a fost o construcție impresionantă și o importantă piesă de patrimoniu cultural și istoric, care a fost din păcate demontată de autoritățile bolșevice în anii 1918-1928.

Aspectul exterior al monumentului a stârnit opinii divergente în rândul contemporanilor. Contele Alexei Ignatiev, care a trecut la serviciul bolșevicilor și a participat la ceremonia de inaugurare a monumentului, a menționat în memoriile sale că în ajunul inaugurării cineva a lăsat următoarea inscripție pe gardul adiacent
| “ | Constructorul, nebun și straniu, planul său inutil a adoptat - Să pună țarul-eliberator in sala de biliard | ” |

Într-unul dintre ghidurile turistice ale acelei perioade, memorialul erau descris astfel:
| “ | ...monumentul în sine nu produce o impresie artistică puternică. Singura sa parte bună este figura împăratului <...> Turla deasupra ei și galeria <...> - dintr-un material foarte scump, cu mult aur, care a început să se estompeze, și cu mozaic venețian - sunt lipsite de gust și de conținut ideatic. Acesta este un monument al feței, nu al personalității... | ” |

## Numismatică și faleristică

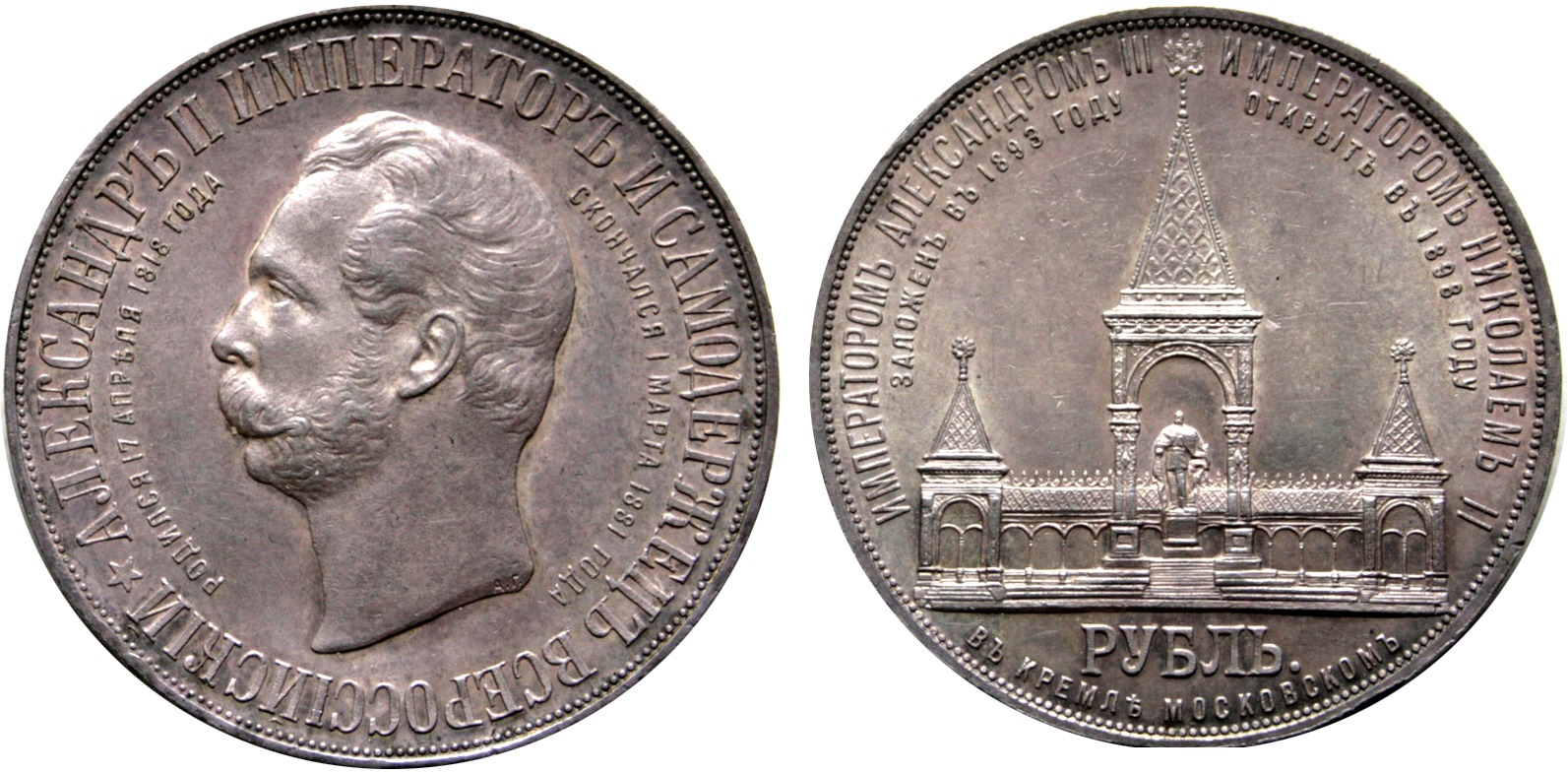
Moneda de argint de un rublu din anul 1898, emisă cu ocazia inaugurării monumentului lui Alexandru al II-lea.

- Pentru a comemora deschiderea memorialului, Nicolae al II-lea a semnat un decret prin care s-a stabilit ca dreptul de a purta medalii legate de reforma țărănească să fie ereditar. Urmașii premianților în vârstă înaintați, exclusiv prin linie masculină, au primit dreptul de a purta aceste medalii ca și cum ar fi ale lor. Dacă nu existau moștenitori direcți, medalia urma să fie depozitată la alți descendenți ai acestor persoane. În plus, ordinea purtării medalilor a fost completată cu următoarele: "Pentru muncile în eliberarea țăranilor", "Pentru muncile în aranjamentul țăranilor de moșie", "Pentru muncile în aranjamentul țăranilor în Regatul Poloniei" și "Pentru munci în amenajarea populației uzinelor militare".
- În memoria deschiderii monumentului, s-au emis și o medalie specială de birou, un jeton și o monedă de rublă, fiecare cu un tiraj de 5000 de exemplare.